# Класико дос Мильоеш
Класико дос Мильоеш (на португалски: Clássico dos Milhões) е името на дербито между футболните отбори от Рио де Жанейро „Фламенго“ и „Васко да Гама“. В превод означава Дерби на милионите – става въпрос за многобройните фенове на двата отбора.
Според статистически проучвания около 25% процента от бразилците симпатизират на някой от двата отбора, което прави около 45 милиона души (34 милиона подкрепят „Фламенго“, 11 милиона – „Васко“). Само за щата Рио де Жанейро общият процент е 60 (40% за „Фламенго“ и 20% за „Васко“).
Първият мач се изиграва на 29 април 1923 г., когато Васко побеждава с 3:1.
|                   | Мачове | 0Фламенго0 | Равенства | Васко да Гама |
| Местни първенства | 178    | 81         | 55        | 69            |
| Бразилия Серия А  | 38     | 13         | 11        | 14            |
| Местни купи       | 56     | 24         | 16        | 16            |
| Приятелски срещи  | 39     | 14         | 5         | 20            |
| Общо              | 336    | 130        | 87        | 119           |